# Paul Magnette (musicoloog)
Paul Magnette (Luik 16 januari 1888 – Parijs, 9 oktober 1918) was een Belgisch musicoloog.
Hij was zoon van liberaal politicus Charles Magnette en Marie Anne Barbe Mathilde Marcotty.
Hij kreeg zijn opleiding van Hugo Riemann aan de Universiteit van Leipzig. Eenmaal terug werd hij muziekdocent aan het Koninklijk Conservatorium Luik. Er volgde een aantal publicaties:
- 1908:  Les grandes étapes de l'oeuvre d'Hector Berlioz: La symphonie fantastique
- 1909: Contribution a l’histoire de la symphonie post Beethovenienne
- 1910: Anton Bruckner
- 1911: Glazounow

Hij was strijdbaar Waal en was vanaf 1911 betrokken bij het in gang zetten van het Feest van het Waalse Gewest, dat overigens in 1913 haar eerste editie had. Hij was betrokken bij de oprichting van het blad Nouvelle Revue Wallonne. Hij overleed op jonge leeftijd aan de Spaanse griep.
- Gemeinsame Normdatei: 1118756185
- International Standard Name Identifier: 0000 0003 9159 6614
- Library of Congress Control Number: no2023010254
- Virtual International Authority File: 5469147907510879210003